# Obština Pavel Baňa
Obština Pavel Baňa (bulharsky Община Павел баня) je bulharská jednotka územní samosprávy ve Starozagorské oblasti. Leží ve středním Bulharsku převážně na protilehlých svazích Staré planiny a Sredné gory, zčásti v Kazanlăcké kotlině, jedné ze Zabalkánských kotlin. Sídlem obštiny je město Pavel Baňa, kromě něj zahrnuje obština 12 vesnic. Žije zde necelých 13 tisíc stálých obyvatel.

## Sídla
| - Alexandrovo - Asen - Dolno Sachrane - Gabarevo - Gorno Sachrane | - Manolovo - Osetenovo - Pavel Baňa (sídlo správy) - Skobelevo - Tărničeni | - Tăža - Turija - Viden |

## Sousední obštiny
| Růžice kompasu | Aprilci | Sevlievo           |          | Růžice kompasu |
| Růžice kompasu | Karlovo | Sever              | Kazanlăk | Růžice kompasu |
| Růžice kompasu | Karlovo | Obština Pavel Baňa | Kazanlăk | Růžice kompasu |
| Růžice kompasu | Karlovo | Jih                | Kazanlăk | Růžice kompasu |
| Růžice kompasu | Brezovo | Braťa Daskalovi    |          | Růžice kompasu |

## Obyvatelstvo
V obštině žije 12 872 stálých obyvatel a včetně přechodně hlášených obyvatel 17 306. Podle sčítáni 1. února 2011 bylo národnostní složení následující:
- Bulhaři: 7 220 (53.4 %)
- Turci: 4 451 (32.9 %)
- Romové: 1 701 (12.6 %)
- ostatní: 153 (1.1 %)